# Satpura Oriental
Satpura Oriental són unes muntanyes de l'Índia, extensió oriental de la serralada de Satpura, a l'est i sud del riu Son; van entre Madhya Pradesh i Chhattisgarh i ocupen una superfície aproximada de 4.400 km².
Formen diverses serres paral·leles de terreny rocós, cobertes de jungla excepte una llarga conca a la comarca de Singrauli i una petita àrea a Dudhi, on el terreny és al·luvial i permet el cultiu. Hi a carbó a Sangrauli. La població és de majoria adivasi, dominant els kols, i similar a la població de Chhota Nagpur.